# Руппрехт Гейгер
Руппрехт Гейгер (26 січня 1908 — 6 грудня 2009) — німецький художник- абстракціоніст і скульптор. Протягом усієї своєї кар'єри він віддавав перевагу монохромності та кольоровому живопису. Якийсь час він зосередився виключно на червоному кольорі.

## Життя і творчість

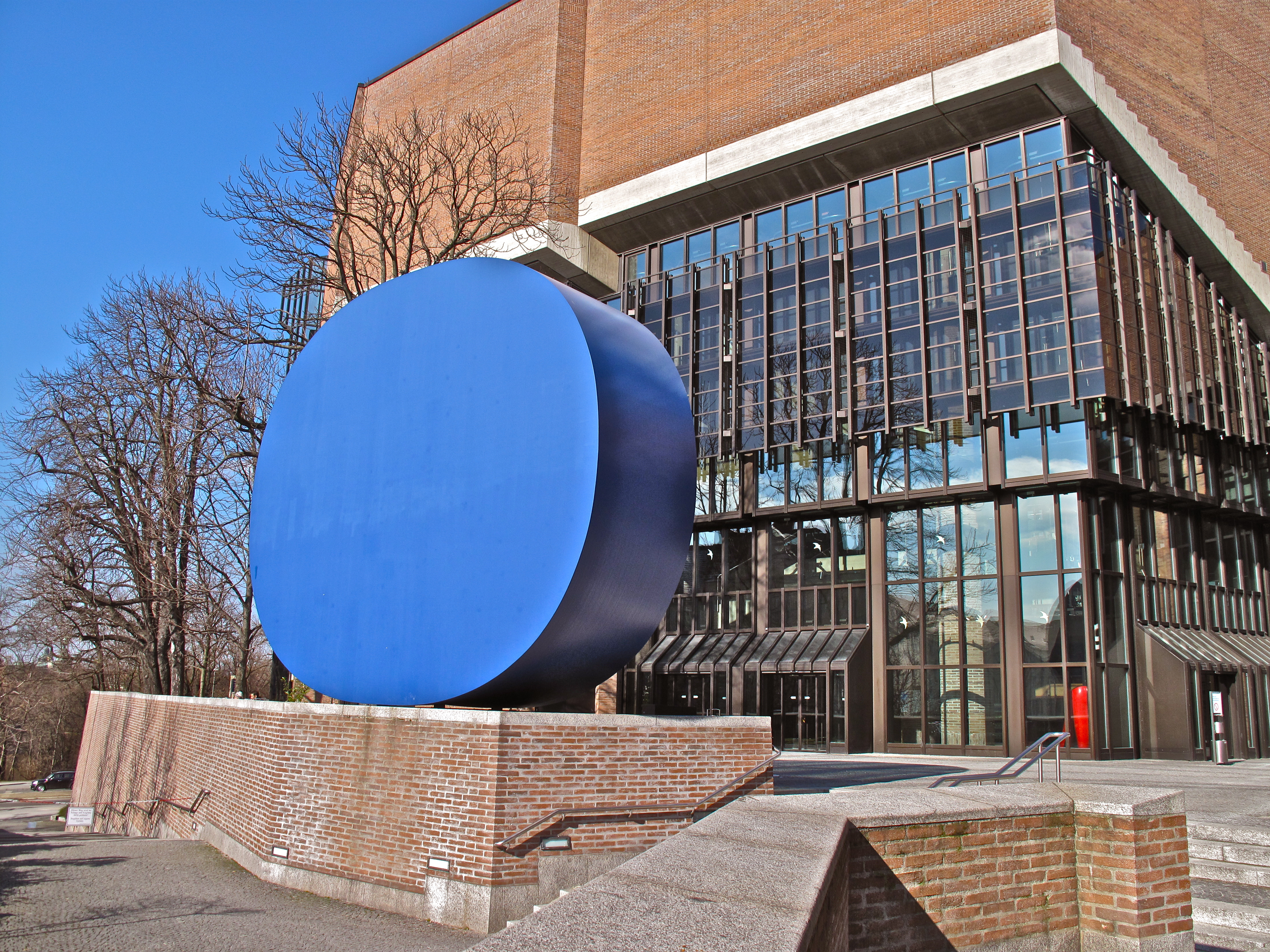
Скульптура Рупрехта Гейгера в Мюнхені

Гейгер народився в Мюнхені, був єдиною дитиною художника Віллі Гейгера. Крім Німеччини, сім'я проводила час в Іспанії, і він також приєднався до свого батька в поїздках до Марокко та Канарських островів. Саме в цих поїздках Гейгер почав малювати. З 1926 по 1935 рік він вивчав і викладав архітектуру та мистецтво в академічних установах Мюнхена. З 1936 по 1940 рік він працював архітектором у кількох фірмах, також у Мюнхені. Він був призваний воювати у Другу світову війну та був на Східному фронті в Польщі та Росії, а потім у 1943 та 1944 роках був військовим ілюстратором в Україні та Греції. Свою першу абстрактну картину він виставив у 1948 році.
Після війни, з 1949 по 1962 роки, він знову активно працює як архітектор. У 1949 році Гейгер став співзасновником мюнхенської групи художників ZEN 49. Хілла фон Ребай вирішила виставити свої роботи в Музеї необ’єктивного живопису (пізніше Фонд Гуггенхайма).
З 1965 по 1976 рік Гейгер був професором живопису в Staatlichen Kunstakademie Düsseldorf .
Його картини часто пов'язані з темою кольору. У 1950-х роках він особливо вивчав червоний колір. Для живопису Гейгера характерні прості геометричні форми (прямокутники, овали, кола), яскраві кольори, інтенсивні контрасти. У Diozesanmuseum Freising поблизу Мюнхена є колекція його робіт.

## Виставки
Основні міжнародні виставки за довгу кар'єру Руппрехта Гейгера включали чотири в німецькому місті Кассель:
- Документа II (1959)
- документ III (1964)
- 4. документа (1968)
- документа 6 (1977)

## Нагороди
У 1989 році Гейгер отримав нагороду Kultureller Ehrenpreis der Landeshauptstadt München. У 1992 році він отримав премію Рубенса міста Зіген, у 1995 році - Oberbayerischer Kulturpreis, а в 1997 році - Goldene Ehrenmünze der Landeshauptstadt München.

## Зовнішні посилання
- Biografie auf der Seite der Galerie Edith Wahlandt, Stuttgart (in German)
- Бібліографія. Руппрехт Гейгер // Німецька національна бібліотека